# Hans-Georg Anscheidt
Hans Georg Anscheidt (Königsberg, Alemania, 23 de diciembre de 1935) es un expiloto de motociclismo alemán. Ganó tres campeonatos mundiales consecutivos de 50cc de 1966 a 1968 como miembro del equipo de carreras de Suzuki.

## Biografía
Fue especialista en pequeños cilindradas, presente en la clasificación mundial de clase 50 desde el primer año de su establecimiento en el campeonato mundial 1962.
De esta manera, el piloto alemán logró conquistar el título mundial durante tres años consecutivos, agregando a su palmarés tres victorias en un solo gran premio. Entre otras cosas, en los mismos años en que compitió en el campeonato mundial, también logró conquistar 7 títulos nacionales alemanes en la categorías de 50 y dos títulos nacionales de 125
.
Fue incluido al salón de la fama de MotoGP en 2023.

## Resultados en el Campeonato del Mundo
Sistema de puntuación desde 1950 hasta 1968:
| Posición | 1.º | 2.º | 3.º | 4.º | 5.º | 6.º |
| Puntos   | 8   | 6   | 4   | 3   | 2   | 1   |

### Carreras por año
(Clave) (negrita indica pole position) (cursiva indica vuelta rápida)

| Año     | Clase | Moto      | 1       | 2       | 3       | 4       | 5     | 6     | 7     | 8     | 9     | 10      | 11      | 12      | 13      | Pts. | Pos. |
| ------- | ----- | --------- | ------- | ------- | ------- | ------- | ----- | ----- | ----- | ----- | ----- | ------- | ------- | ------- | ------- | ---- | ---- |
| 1962    | 50cc  | Kreidler  | ESP 1   | FRA Ret | IDM 4   | NED 3   | BEL 2 | GER 2 |       | RDA - | NAT 1 | FIN 3   | ARG 3   |         |         | 36   | 2.º  |
| 1963    | 50cc  | Kreidler  | ESP 1   | GER 4   | FRA 1   | IDM 3   | NED 6 | BEL 3 |       |       | FIN 1 |         | ARG DNS | JPN Ret |         | 32   | 2.º  |
| 1963    | 125cc | Bultaco   | ESP 13  | GER -   | FRA Ret | IDM -   | NED - | BEL - | ULS - | RDA - | FIN - | NAT -   | ARG -   | JPN -   |         | 0    | –    |
| 1964    | 50cc  | Kreidler  | USA 4   | ESP 1   | FRA 2   | IOM 4   | NED 4 | BEL 2 | GER 4 |       |       | FIN 2   |         |         |         | 29   | 3.º  |
| 1964    | 125cc | Bultaco   | USA -   | ESP -   | FRA Ret | IOM -   | NED - |       | GER - | DDR - | ULS - | FIN -   | NAT -   | JPN -   |         | 0    | -    |
| 1964    | 250cc | Aermacchi | USA -   | ESP -   | FRA -   | IOM -   | NED - | BEL - | GER 8 | DDR - | ULS - |         | NAT -   | JPN -   |         | 0    | -    |
| 1965    | 50cc  | Kreidler  | USA -   | GER 6   | ESP 5   | FRA Ret | IDM - | NED - | BEL - |       |       |         |         |         | JPN -   | 6    | 7°   |
| 1965    | 125cc | MZ        | USA -   | GER -   | ESP -   | FRA -   | IOM - | NED - |       | DDR - | CZE - | ULS -   | FIN -   | NAT 5   | JPN -   | 2    | 21.º |
| 1966    | 50cc  | Suzuki    | ESP 2   | GER 1   |         | NED 4   |       |       |       |       |       | IDM Ret | NAT 1   | JPN 2   |         | 31   | 1°   |
| 1966    | 125cc | Suzuki    | ESP Ret | GER 5   |         | NED -   |       | RDA - | CZE - | FIN - | ULS - | IDM -   | NAT -   | JPN -   |         | 2    | 12°  |
| 1967    | 50cc  | Suzuki    | ESP 1   | GER 1   | FRA 2   | IDM 2   | NED 4 | BEL 1 |       |       |       |         |         |         | JPN 4   | 30   | 1°   |
| 1967    | 125cc | Suzuki    | ESP -   | GER 2   | FRA -   | IDM -   | NED - |       | RDA - | CZE - | FIN - | ULS -   | NAT 2   | CAN -   | JPN Ret | 12   | 6°   |
| 1968    | 50cc  | Suzuki    | GER 1   | ESP 1   | IDM -   | NED 2   | BEL 1 |       |       |       |       |         |         |         |         | 24   | 1°   |
| 1968    | 125cc | Suzuki    | GER 2   | ESP -   | IDM -   | NED -   |       | RDA - | CZE - | FIN - | ULS - | NAT 3   |         |         |         | 10   | 8°   |
| Fuente: |       |           |         |         |         |         |       |       |       |       |       |         |         |         |         |      |      |